# Marek Rymsza
Marek Bogdan Rymsza (ur. 17 lipca 1966) – socjolog, nauczyciel akademicki, doktor habilitowany nauk humanistycznych. W latach 2017–2025 doradca prezydenta RP Andrzeja Dudy.

## Życiorys
Absolwent Uniwersytetu Warszawskiego. Stopień doktora nauk humanistycznych uzyskał w 1997 w Instytucie Stosowanych Nauk Społecznych Uniwersytetu Warszawskiego na podstawie pracy pt. Spór o model polityki społecznej w Polsce po 1989 r. na przykładzie reformy systemu ubezpieczeń społecznych. W 2014 w tej samej uczelni uzyskał stopień doktora habilitowanego na podstawie dorobku naukowego oraz pracy pt. Aktywizacja w polityce społecznej. W stronę rekonstrukcji europejskich welfare states?.
Zawodowo związany z Instytutem Stosowanych Nauk Społecznych Uniwersytetu Warszawskiego. Kierownik Zakładu Socjologicznych Analiz Polityk Publicznych. Specjalizuje się w zagadnieniach polityki społecznej ze szczególnym uwzględnieniem aktywizujących metod wsparcia, oraz w problematyce organizacji pozarządowych, trzeciego sektora i społeczeństwa obywatelskiego.
W latach 1990–2001 pracował w Kancelarii Senatu RP jako sekretarz Komisji ds. polityki społecznej, rodziny i zdrowia, a w latach 2002–2008 był dyrektorem Programu Polityki Społecznej w Fundacji Instytut Spraw Publicznych.
W 2015 został powołany przez prezydenta Rzeczypospolitej Polskiej w skład Narodowej Rady Rozwoju jako koordynator sekcji Polityka społeczna, rodzina.
W dniu 28 września 2017 został powołany na stanowisko doradcy Prezydenta RP Andrzeja Dudy. W 2018 wszedł w skład Rady Narodowego Instytut Wolności – Centrum Rozwoju Społeczeństwa Obywatelskiego. 5 sierpnia 2025 zakończył pełnienie funkcji doradcy Prezydenta RP.
Autor i współautor ponad 100 publikacji, w tym monografii książkowych oraz redaktor lub współredaktor naukowy wielu tomów zbiorowych. Redaktor naczelny kwartalnika „Trzeci Sektor”, członek redakcji półrocznika „Societas/Communitas”, członek redakcji kwartalnika „Więź” oraz „Laboratorium Więzi”.

## Odznaczenia
- Krzyż Kawalerski Orderu Odrodzenia Polski (2025)[8]